# Bruno Sido
Pour les articles homonymes, voir Sido.
Bruno Sido, né le 19 février 1951 à Paris, est un homme politique français. Il est sénateur depuis 2001.

## Biographie
Ingénieur agronome, Bruno Sido s'installe dans la Haute-Marne en 1977 et devient exploitant agricole sur des terres appartenant à son grand-père. Il devient la même année, conseiller municipal de Roches-sur-Rognon.
Il milite au sein de la Fédération nationale des syndicats d'exploitants agricoles et préside la Fédération Départementale des Syndicats d'Exploitants Agricoles de la Haute-Marne de 1989 à 1995. Il devient conseiller général pour Saint-Blin en 1994.
Il est élu maire de Saint-Blin en 1996. Atteint par le cumul des mandats exécutifs, il ne se représente pas en 2001.
En mars 1998, il conduit la liste RPR-UDF à l'élection régionale de Champagne-Ardenne. Sa liste obtient trois élus dont lui-même et il devient vice-président du conseil régional de Champagne-Ardenne.
Le 27 mars 1998, il succède à Pierre Niederberger en tant que président du conseil général de la Haute-Marne. Il est reconduit dans ses fonctions de conseiller général et président du conseil général en mars 2001 et 2004.
Il est élu sénateur dans le département de la Haute-Marne en 2001. La loi sur le cumul des mandats l'oblige à démissionner en octobre 2001 de son poste de conseiller régional.
Il soutient la candidature de Bruno Le Maire au congrès de l’UMP de 2014 et celle de François Fillon pour la primaire présidentielle des Républicains de 2016.

## Affaires
France Soir fait état, en 2011, d'une utilisation dispendieuse des fonds du conseil général de la Haute-Marne : il utiliserait une voiture C6 avec chauffeur et vivrait dans un hôtel particulier avec sa famille grâce à l'argent du conseil général.
Le 13 novembre 2014, une enquête de la Haute Autorité pour la transparence de la vie publique révèle qu'il était propriétaire d'un compte en Suisse non déclaré. Il confirma l'information, déclarant qu'il avait régularisé son compte en 2013. Il est condamné par le tribunal correctionnel de Paris, le 1er avril 2016, dans le cadre d'une comparution avec reconnaissance préalable de culpabilité, à six mois d'emprisonnement avec sursis et 60 000 euros d'amende pour omission dans sa déclaration de patrimoine et blanchiment de fraude fiscale,.
En 2020, alors que Bruno Sido est un « farouche défenseur du nucléaire » et opposant déclaré à l'énergie éolienne (il s'est opposé à l'implantation de 330 générateurs éoliens dans son département), il autorise la société Calyce Development à édifier sept aérogénérateurs sur un site appartenant au groupement foncier agricole des Breuils, dont il est copropriétaire, contre un revenu compris entre 12 000 et 24 000 €. 

## Détail des mandats et fonctions
- Sénateur depuis le 1er octobre 2001 (élu le 23 septembre 2001, réélu le 25 septembre 2011 et le 24 septembre 2017)
- Président du Groupe des 41 présidents de conseils généraux de la Droite, du Centre et des Indépendants (DCI) depuis le 16 avril 2008.
- Secrétaire général de l’Assemblée des départements de France depuis le 16 avril 2008
- Premier vice-président de l’Office parlementaire d’évaluation des choix scientifiques et technologiques (OPECST)
- Président du Groupement d’intérêt public de la Haute-Marne (GIP) chargé de la gestion des fonds d’accompagnement économique du laboratoire de recherche de Bure / Saudron

### Anciens mandats
- Conseiller départemental de la Haute-Marne, élu du canton de Poissons de 2015 à 2020 (démissionnaire)
- Président du conseil général puis départemental de la Haute-Marne de 1998 à 2017 (réélu en 2011 et 2015)
- Conseiller général du canton de Saint-Blin de 1994 à 2015
- Président de l'OPECST (2012-2014), premier Vice-président de l’OPECST (2011-2012 puis depuis 2014)
- Président du Mémorial Charles-de-Gaulle du 5 mars 2008 au 21 novembre 2011
- Vice-président du conseil régional de Champagne-Ardenne du 20 mars 1998 au 10 décembre 2001
- Maire de Saint-Blin du 8 mars 1996 au 16 mars 2001
- Président de la F.D.S.E.A. de 1989 à 1995

### Missions
Bruno Sido s'intéresse particulièrement aux textes législatifs portant sur l’agriculture, l’environnement, l’énergie, ou encore le développement rural. Il est membre du club parlementaire CERES sur l'avenir de la recherche agronomique. Parmi les textes de loi significatifs examinés ces dernières années, Bruno Sido a rempli les fonctions de rapporteur pour :
- Les lois Grenelle I et Grenelle II (énergie et biodiversité)
- La loi sur l’eau et les milieux aquatiques
- La loi relative à la transparence et à la sécurité en matière nucléaire
- La Loi pour la confiance dans l'économie numérique
- La loi relative aux communications électroniques et aux services de communication audiovisuelle
- La loi relative à la couverture téléphonique et l'itinérance locale